# NWHL 2016/17
Die Saison 2016/17 war die zweite Spielzeit der National Women’s Hockey League (NWHL), der höchsten Spielklasse im US-amerikanischen Fraueneishockey. Die Saison begann am 7. Oktober 2016 mit dem ersten Spiel der regulären Saison und endete am 19. März 2017 mit dem Finalspiel um den Isobel Cup. Diesen sicherten sich die Buffalo Beauts im Finale gegen die Boston Pride. Insgesamt nahmen vier Mannschaften am Spielbetrieb teil.

## Modus und Teilnehmer
Die vier Mannschaften – namentlich die Boston Pride, Buffalo Beauts, Connecticut Whale und New York Riveters – spielten zunächst eine Sechsfachrunde in der regulären Saison, so dass jedes Team 18 Spiele bestritt. Insgesamt wurden somit 36 Spiele im Saisonverlauf absolviert.
Aus der Rangfolge der regulären Saison ergab sich die Setzliste für die sich anschließenden Play-offs, in denen der Erstplatzierte auf den Viertplatzierten der Tabelle traf. Die weitere Serie bestritten der Zweit- und Drittplatzierte. Die Play-offs trugen die Teams im Gegensatz zum letzten Jahr in einer K.O.-Runde aus.

## NWHL Draft
Der zweite Entry Draft der NWHL fand am 18. Juni 2016 in Brooklyn statt. Die Reihenfolge des Drafts war dabei durch das Ergebnis der regulären Saison des Vorjahres festgelegt. Die New York Riveters als punktschlechtestes Team der Vorsaison wählten an der ersten Gesamtstelle die US-Amerikanerin Kelsey Koelzer von der Princeton University aus. Insgesamt wurden – wie im Vorjahr – in fünf Runden insgesamt 20 Spielerinnen gedraftet.

### Top-5-Picks
| #  | Spielerin          | Nationalität       | Pos | NWHL-Team         | Collegeteam                            |
| -- | ------------------ | ------------------ | --- | ----------------- | -------------------------------------- |
| 1. | Kelsey Koelzer     | Vereinigte Staaten | D   | New York Riveters | Princeton University (ECAC)            |
| 2. | Lee Stecklein      | Vereinigte Staaten | D   | Buffalo Beauts    | University of Minnesota Duluth (WCHA)  |
| 3. | Dani Cameranesi    | Vereinigte Staaten | F   | Connecticut Whale | University of Minnesota Duluth (WCHA)  |
| 4. | Ann-Renée Desbiens | Kanada             | G   | Boston Pride      | University of Wisconsin–Madison (WCHA) |
| 5. | Sydney Daniels     | Vereinigte Staaten | F   | New York Riveters | Harvard University (ECAC)              |

## Reguläre Saison
In der regulären Saison, die zwischen dem 7. Oktober 2016 und dem 12. März 2017 ausgespielt wurde, sicherten sich die Boston Pride den ersten Platz mit 13 Punkten Vorsprung auf die New York Riveters.
| Pl. |                   | Sp | S  | N  | OTN | Tore  | Punkte | Pkt-% |
| --- | ----------------- | -- | -- | -- | --- | ----- | ------ | ----- |
| 1.  | Boston Pride      | 17 | 16 | 1  | 0   | 73:29 | 32     | 0,941 |
| 2.  | New York Riveters | 18 | 8  | 7  | 3   | 55:58 | 19     | 0,528 |
| 3.  | Buffalo Beauts    | 17 | 6  | 10 | 1   | 44:68 | 13     | 0,382 |
| 4.  | Connecticut Whale | 18 | 5  | 12 | 1   | 60:77 | 11     | 0,306 |

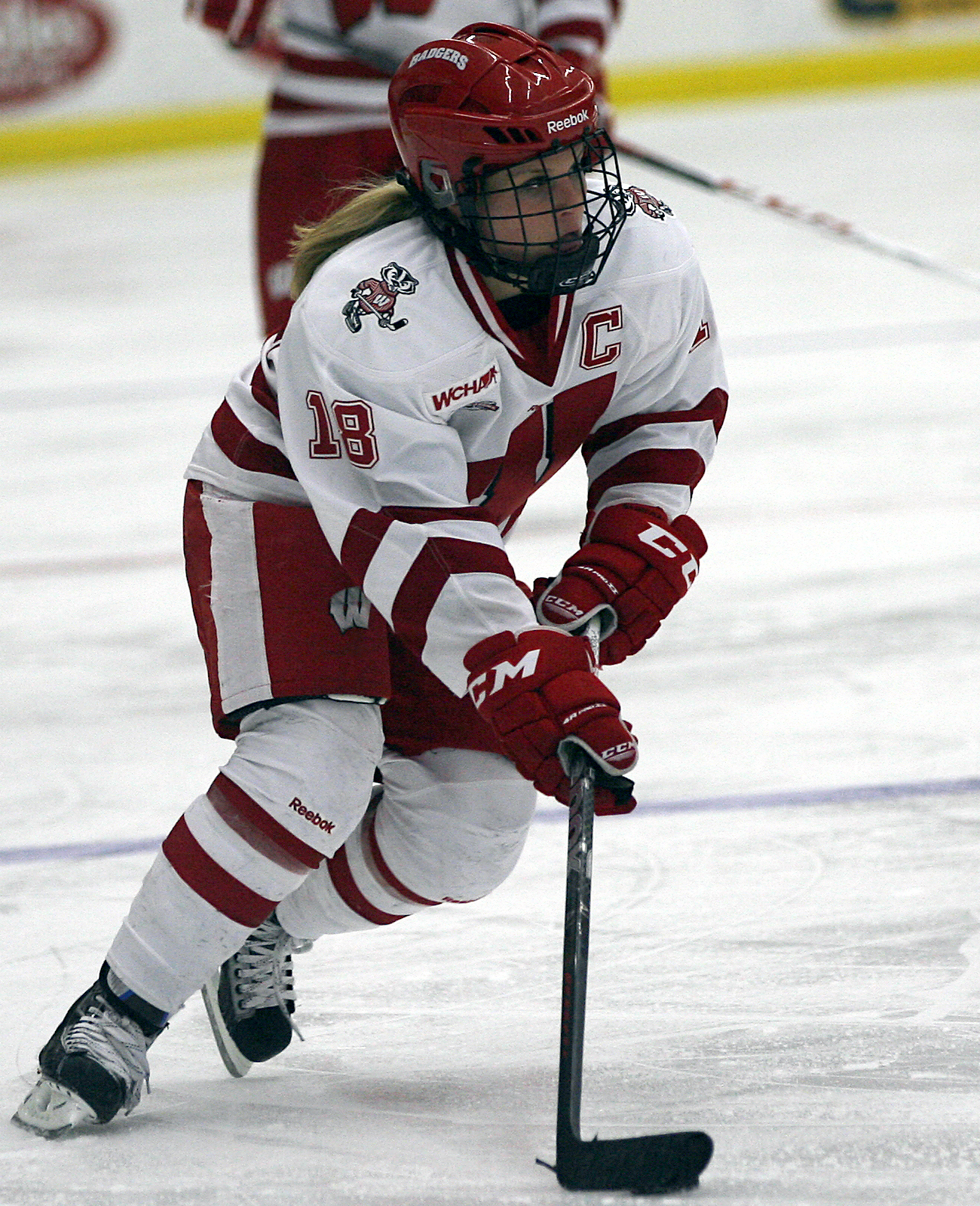
Brianna Decker führte die Liga nach Punkten und Toren an

Abkürzungen: Sp = Spiele, S = Siege, N = Niederlagen, OTN = Niederlage nach Overtime bzw. Shootout, Pkt-% = Punktequotient

Erläuterungen:  = Divisionssieger

### Beste Scorerinnen
Abkürzungen: Sp = Spiele, T = Tore, V = Assists, Pkt = Punkte, SM = Strafminuten; Fett: Saisonbestwert
| Spielerin      | Team              | Sp | T  | V  | Pkt | SM |
| -------------- | ----------------- | -- | -- | -- | --- | -- |
| Brianna Decker | Boston Pride      | 17 | 14 | 17 | 31  | 14 |
| Alex Carpenter | Boston Pride      | 17 | 9  | 20 | 29  | 0  |
| Haley Skarupa  | Connecticut Whale | 16 | 11 | 11 | 22  | 0  |
| Janine Weber   | New York Riveters | 17 | 10 | 12 | 22  | 4  |
| Meghan Duggan  | Boston Pride      | 17 | 13 | 7  | 20  | 24 |

## Isobel-Cup-Playoffs
Die Playoffs um den Isobel Cup begannen am 16. März 2017 mit den beiden Halbfinalspielen. Daraufhin folgte am 19. März das Finalspiel um den Isobel Cup, das die Buffalo Beauts in einer Wiederauflage des Vorjahresfinals gegen die Boston Pride gewannen.
|  | Halbfinale | Halbfinale        | Halbfinale |  |  | Finale | Finale         | Finale |
|  |            |                   |            |  |  |        |                |        |
|  |            |                   |            |  |  |        |                |        |
|  | 1          | Boston Pride      | 8          |  |  |        |                |        |
|  | 4          | Connecticut Whale | 2          |  |  |        |                |        |
|  |            |                   |            |  |  | 1      | Boston Pride   | 2      |
|  |            |                   |            |  |  | 3      | Buffalo Beauts | 3      |
|  | 2          | New York Riveters | 2          |  |  |        |                |        |
|  | 3          | Buffalo Beauts    | 4          |  |  |        |                |        |
|  |            |                   |            |  |  |        |                |        |

### Halbfinale
| 16. März 2017 19:30 Uhr (Ortszeit) | Boston Pride A. Carpenter (10:19) A. Carpenter (15:06) A. Bender (23:04) B. Decker (33:07) J. Dempsey (35:06) G. Marvin (42:48) H. Knight (45:21) H. Knight (53:41) | 8:2 (2:0, 3:1, 3:1) Spielbericht | Connecticut Whale D. Trivigno (29:26) K. Stack (41:06) | Warrior Ice Arena, Boston Zuschauer: k. A. |

| 17. März 2017 19:30 Uhr | New York Riveters T. Rafter (26:51) J. Weber (40:11) | 2:4 (0:1, 1:2, 1:1) Spielbericht | Buffalo Beauts M. Bozek (14:47) E. Janiga (22:00) E. Janiga (37:52) H. Scamurra (52:40) | Barnabas Health Hockey House, Newark Zuschauer: k. A. |

### Finale
| 19. März 2017 18:00 Uhr | Boston Pride A. Carpenter (55:33) H. Knight (59:56) | 2:3 (0:2, 0:1, 2:0) Spielbericht | Buffalo Beauts M. Bozek (1:44) E. Janiga (13:01) C. Buie (28:25) | Tsongas Arena, Lowell Zuschauer: k. A. |

### Beste Scorerinnen
Abkürzungen: Sp = Spiele, T = Tore, V = Assists, Pkt = Punkte, SM = Strafminuten; Fett: Playoffbestwert

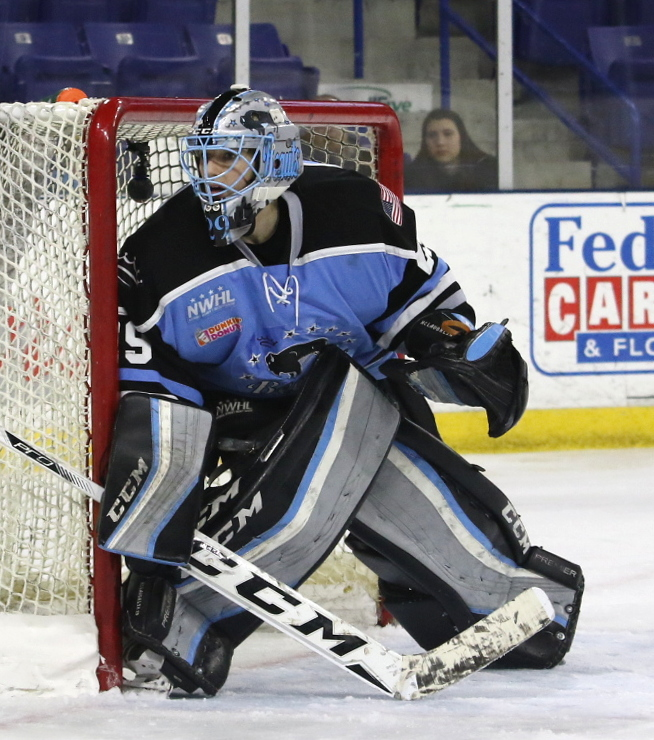
Brianne McLaughlin führte die Buffalo Beauts als Playoff-MVP zum Gewinn des Isobel Cups

| Spielerin      | Team           | Sp | T | V | Pkt | SM |
| -------------- | -------------- | -- | - | - | --- | -- |
| Alex Carpenter | Boston Pride   | 2  | 3 | 3 | 6   | 0  |
| Hilary Knight  | Boston Pride   | 2  | 3 | 2 | 5   | 2  |
| Brianna Decker | Boston Pride   | 2  | 1 | 4 | 5   | 2  |
| Emily Janiga   | Buffalo Beauts | 2  | 3 | 1 | 4   | 2  |
| Megan Bozek    | Buffalo Beauts | 2  | 2 | 2 | 4   | 0  |

### Isobel-Cup-Sieger
| Isobel-Cup-Sieger: Buffalo Beauts | Torhüterinnen: Amanda Leveille, Brianne McLaughlin Verteidigerinnen: Megan Bozek, Jordyn Burns, Sarah Casorso, Lisa Chesson, Jacquie Greco, Paige Harrington, Kayla Parsons, Emily Pfalzer Angreiferinnen: Morgan Beikirch, Harrison Browne, Corinne Buie, Shiann Darkangelo, Emily Janiga, Kourtney Kunichika, Kristina Lavoie, Hayley Scamurra, Devon Skeats, Kelley Steadman, Ashley Vesci Cheftrainer: Craig Muni, Ric Seiling |

## NWHL All-Star-Game
Das zweite All-Star-Game der NWHL fand am 12. Februar 2017 im UPMC Lemieux Sports Complex in Pittsburgh statt. Die Begegnung wurde über zwei Halbzeiten à 25 Minuten absolviert. Zudem gab es eine Skills Competition.
Die Teams wurden anhand eines Fantasy Drafts durch die Spielerinnen Amanda Kessel und Kelley Steadman zusammengestellt.
Folgende Spielerinnen wurden für die jeweiligen Teams ausgewählt:
- Team Kessel: Brittany Ott, Nicole Stock, Kacey Bellamy, Megan Bozek, Courtney Burke, Gigi Marvin, Harrison Browne, Meghan Duggan, Zoe Hickel, Hilary Knight, Rebecca Russo, Kelli Stack, Dana Trivigno
- Team Steadman: Katie Fitzgerald, Brianne McLaughlin, Blake Bolden, Kaleigh Fratkin, Ashley Johnston, Emily Pfalzer, Kelly Babstock, Corinne Buie, Alex Carpenter, Shiann Darkangelo, Brianna Decker, Madison Packer, Haley Skarupa

Inklusive der Kapitäninnen bestand somit jedes Team aus 14 Spielerinnen.
Das Team Kessel besiegte das Team Steadman nach 50 Spielminuten mit 11:10. Als wertvollste Spielerin wurde Amanda Kessel ausgezeichnet.

## Auszeichnungen
| Auszeichnung                       | Spielerin          | Team              |
| ---------------------------------- | ------------------ | ----------------- |
| Wertvollste Spielerin              | Brianna Decker     | Boston Pride      |
| Denna Laing Perseverance Award     | Ashley Johnston    | New York Riveters |
| Foundation Award                   | Alyssa Gagliardi   | Boston Pride      |
| Foundation Award                   | Kelsey Neumann     | Buffalo Beauts    |
| Foundation Award                   | Elena Orlando      | Connecticut Whale |
| Foundation Award                   | Michelle Picard    | New York Riveters |
| Fans’ Three Stars of the Season    | Anya Battaglino    | Connecticut Whale |
| Fans’ Three Stars of the Season    | Harrison Browne    | Buffalo Beauts    |
| Fans’ Three Stars of the Season    | Rebecca Russo      | New York Riveters |
| Defensive Player of the Year       | Megan Bozek        | Buffalo Beauts    |
| Goaltender of the Year             | Katie Fitzgerald   | New York Riveters |
| Leading Scorer Award               | Brianna Decker     | Boston Pride      |
| Wertvollste Spielerin der Playoffs | Brianne McLaughlin | Buffalo Beauts    |